# André Masson
André Aimé René Masson (Balagny-sur-Thérain, 4 gennaio 1896 – Parigi, 28 ottobre 1987) è stato un pittore francese.
André Masson dedicò la sua vita artistica all'esplorazione del mondo irrazionale tramite l'arte, come diretta sublimazione dei conflitti con le forze primarie, che aveva sperimentato durante la sua esperienza nella prima guerra mondiale.

## Biografia

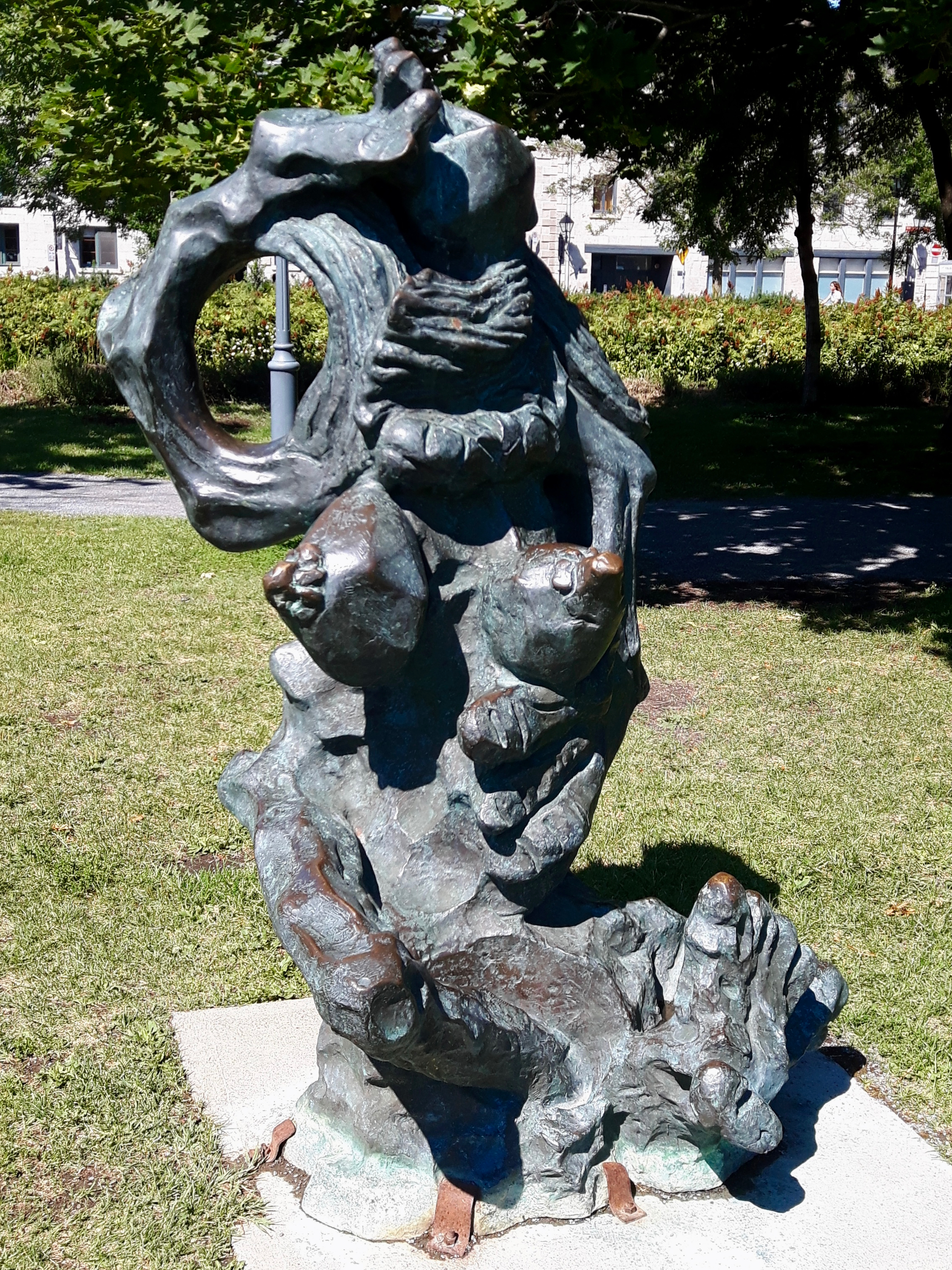
Femme tourmentée (1942); Vieux-Port, Montréal

Nato in Francia, in Piccardia, si trasferì con la famiglia in Belgio, dove cominciò la sua formazione artistica presso l'Academie Royale des Beaux-Arts a Bruxelles. Nel 1912 si trasferì a Parigi dove frequentò l'Académie des beaux-arts, manifestando un forte interesse per il cubismo. Fu amico del pittore Maurice Loutreuil (1885-1925) e con lui viaggiò in Italia.
Nel 1914, allo scoppio della prima guerra mondiale, l'artista fu chiamato sotto le armi. Nel corso della guerra Masson fu gravemente ferito al petto e inviato in convalescenza a Parigi. Una larga parte della produzione artistica di Masson durante gli anni venti appare influenzata dal trauma della guerra.
Nel primo dopoguerra Masson entrò in contatto con i circoli surrealisti tramite André Breton. Sotto l'influenza dei surrealisti Masson sperimentò diverse tecniche di produzione artistica «automatica», cioè legata a fattori casuali. Per esempio la tecnica del disegno automatico a penna e inchiostro o quella della pittura automatica che consisteva nel fare gocciolare colla sulla tela, ripassando poi della sabbia sulle macchie di colla e dipingendo a olio sulla base delle forme che si creavano casualmente sulla tela. Masson riteneva che lavorare in un ridotto stato di coscienza aiutasse l'artista a liberarsi dal controllo della razionalità e ad entrare in pieno contatto con la creatività dell'inconscio: per ottenere questo scopo a volte dipingeva sotto l'influenza di droghe o sottoponendosi a lunghi periodi di digiuno o di deprivazione dal sonno.
Verso la fine degli anni venti, Masson cominciò a ritenere le tecniche automatiche del surrealismo limitanti e lasciò il movimento surrealista cercando di ottenere uno stile più strutturato. In questo periodo produsse opere a tema violento o erotico, specie in relazione ai fatti della Guerra Civile Spagnola. Nel 1936 Masson disegnò la copertina del primo numero di Acéphale, la rivista fondata dal filosofo francese Georges Bataille, e continuò a collaborare con la pubblicazione fino al 1939. Verso la fine degli anni trenta l'artista si riavvicinò al gruppo dei surrealisti.
Allo scoppio della seconda guerra mondiale, sotto l'occupazione tedesca della Francia, le opere di Masson furono considerate arte degenerata. Grazie all'aiuto di Varian Fry, Masson riuscì a fuggire dal suo paese su una nave diretta in Martinica e a raggiungere gli Stati Uniti. Al suo arrivo a New York gli ufficiali di dogana che ispezionarono il suo bagaglio sequestrarono alcuni suoi disegni erotici, distruggendoli sotto gli occhi dell'artista. Masson si stabilì a New Preston, nel Connecticut, e con le sue opere influenzò profondamente gli espressionisti astratti, come per esempio Jackson Pollock.
Dopo la seconda guerra mondiale, Masson ritornò in Francia e si stabilì ad Aix-en-Provence, dove cominciò a dipingere dei paesaggi. Lo psicanalista francese Jacques Lacan, ultimo possessore privato del provocatorio dipinto di Gustave Courbet L'origine del mondo, acquistato nel 1955, chiese a Masson di costruire una cornice di legno per il quadro con un pannello scorrevole che potesse nasconderlo. Masson realizzò sul pannello una versione surrealistica ed evocativa del dipinto di Courbet.
L'artista era ormai considerato un maestro del surrealismo. Importanti retrospettive gli furono dedicate a Berlino e ad Amsterdam. Nel 1972 espose alla Biennale di Venezia.

## André Masson nei musei
- British Museum, Londra
- Fondazione Biscozzi Rimbaud, Lecce
- Galleria Nazionale d'Arte Moderna, Roma
- Museum of Modern Art - (MOMA), New York
- Peggy Guggenheim Collection, Venezia
- Collezione Roberto Casamonti, Firenze

## Opere
- Les villageois,1927,Parigi, Musée National d’Art Moderne
- Battaglia di pesci,1926, New York, Museum of Modern Art
- Meditazioni su una foglia di quercia, 1942, New York, Museum of Modern Art
- Nuit, 1958 - Collezione Roberto Casamonti, Firenze